# Epimastidia arienis
Epimastidia arienis is een vlinder uit de familie van de Lycaenidae. De wetenschappelijke naam van de soort is voor het eerst gepubliceerd in 1891 door Hamilton Herbert Druce.

## Verspreiding
De soort komt voor in Indonesië, Papoea-Nieuw-Guinea en de Solomonseilanden.

## Ondersoorten
- Epimastidia arienis arienis Druce, 1891
- Epimastidia arienis staudingeri (Röber, 1886)
- Epimastidia arienis bornemanni (Pagenstecher, 1894)
  - = Cupido bornemanni Pagenstecher, 1894
  - = Epimastidia sodalis Grose-Smith & Kirby, 1897